# دانيال يوهانسون
دانيال يوهانسون (بالسويدية: Daniel Johansson)‏ هو لاعب هوكي الجليد سويدي، ولد في 5 يوليو 1981 في أوميو في السويد.

## وصلات خارجية
- دانييل يوهانسون على موقع دوري الهوكي الوطني (الإنجليزية)
- دانييل يوهانسون على موقع EliteProspects.com (الإنجليزية)
- دانييل يوهانسون على موقع HockeyDB.com (الإنجليزية)